# Декарли, Сауло
Сауло Декарли (итал. Saulo Decarli; родился 4 февраля 1992 года, Локарно, Швейцария) — швейцарский футболист, защитник клуба «Грассхоппер».

## Клубная карьера
Декарли — воспитанник клуба «Локарно» из своего родного города. В 2012 году перешёл в «Кьяссо». Дебютировал 11 августа в матче против швейцарского клуба «Волен». Свой первый гол за клуб он забил 27 августа в матче против швейцарского клуба «Беллинцона». В 2012 году его арендовал клуб «Ливорно», а затем в 2013 году — клуб «Авеллино». С 2012 года Сауло играл за немецкий клуб «Айнтрахт». За 3 года в клубе он сыграл 77 матчей и забил 3 гола. 20 февраля 2016 года в поединке против «Карлсуэ» Сауло Декарли забил свой первый гол за «Айнтрахт».
Летом 2017 года Декарли перешёл в бельгийский «Брюгге». За клуб он сыграл 18 матчей и забил гол в матче с «Антверпен».

## Международная карьера
В 2010 году в составе юношеской сборной Швейцарии Сауло принял участие в юношеском чемпионате Европы. В 2013 году играл в составе молодёжной сборной Швейцарии и принял участие в чемпионате Европы по футболу среди молодёжных команд.